# Kildevældsskolen
Kildevældsskolen er en kommuneskole på Bellmansgade på Østerbro i København. Den er fra 1982 en sammenlægning af Vognmandsmarkens Skole og Bryggervangens Skole.
Skolen består af flere bygninger. De to store bygninger blev bygget da skolerne startede i 1912 (den gamle Vognmandsmarken Skole) og i 1919 (den gamle Bryggervangen Skole). Vognmandsmarken Skole blev tegnet af Hans Wright. 2005 blev 10. klasse centret bygget. Skolen har en stor multihal, til idræt, teater og musical m.m.
Skolen har i dag 0-10. klassetrin og mellem 2-4 spor. Skoleleder er Anne Marker og formand for skolebestyrelsen er Mette Mertz. Skolen har ca. 65-70 lærere.

## Skolen under besættelsen 1940-45
Den 9. april 1940 blev Vognmandsmarken Skole beslaglagt af den tyske besættelsesmagt, men blev hurtigt rømmet igen. Eleverne blev under tiden undervist på Bryggervangens Skole. Den 11. august blev skolen igen beslaglagt, og eleverne blev atter sendt til Bryggervangens Skole, indtil denne også blev beslaglagt den 5. oktober 1943, hvorefter eleverne flyttedes til Vibenhus og Strandvejsskolen, mens Vognmandsmarkens elever kom til Klostervængets Skole. Efter besættelsen blev Vognmandsmarken Skole benyttet til lazaret, indtil den blev rømmet den 1. september 1945 og igen blev skole. Eleverne flyttede tilbage sammen med eleverne fra Strandvejsskolen, som var blevet beslaglagt den 23. marts 1945.
På skolen findes to mindetavler for ni tidligere elever som satte livet til under modstandskampen.
| Vognmandsmarken - Axel Christensen 1924-1945 - Jøren Essemann 1918-1944 - Svend Erik Jensen 1920-1945 - Jan Damgaard Kiær 1919-1945 - Carl Axel Vindum 1925-1945 | Bryggervangen - Carl Anders Christiansen 1918-1945 - Orla Jens Christian Hansen 1918-1945 - Arthur Nielsen, 1914-1945 - Kay Helge Svendsen 1918-1945 - Carl Axel Vindum, 1925-1945 Er med på begge mindetavler |

## Gamle elever
- Dirch Passer, skuespiller. (Bryggervangen Skole)
- Leif Petersen, dramatiker og forfatter. (Vognmandsmarken Skole og Bryggervangen Skole)
- Colette Brix, politiker (Vognmandsmarkens Skole)
- Youssef Toutouh, fodboldspiller (Kildevældsskolen)
- Astrid Glenner-Frandsen, sprinter (Kildevældsskolen)